# Криже
Криже (словац. Kríže) — село и одноимённая община в округе Бардеёв Прешовского края Словакии.

## История
Впервые упоминается в 1635 году.
В селе есть греко-католическая церковь Покрова Пресв. Богородицы, построенная в 1852 году, культурный памятник национального значения.

## Население
| Год:                | 1994 | 2004     | 2014    | 2024     |
| ------------------- | ---- | -------- | ------- | -------- |
| Количество человек: | 64   | 79       | 74      | 56       |
| Разница:            |      | +23,43 % | −6,32 % | −24,32 % |

В селе проживает 78 человек.
Национальный состав населения (по данным последней переписи населения 2001 года):
- словаки — 93,90%
- русины — 1,22%
- украинцы — 1,22%
- чехи — 1,22%

Состав населения по принадлежности к религии состоянию на 2001 год:
- греко-католики — 81,71%,
- римо-католики — 15,85%,
- не считают себя верующими или не принадлежат к одной вышеупомянутой церкви — 2,44%